# چشمه هادی
چشمه هادی نام روستایی از توابع بخش انابد شهرستان بردسکن در استان خراسان رضوی است. این روستا در دهستان درونه قرار دارد و براساس سرشماری سال ۱۳۸۵ جمعیت آن ۱۲۳ نفر (۲۴ خانوار) بوده است.